# Manio Tullio Longo
Manio Tullio Longo (... – 500 a.C.) è stato uno dei primi consoli romani, eletto nel 500 a.C. assieme a Servio Sulpicio Camerino.

## Biografia
Eletto nel 500 a.C. con Servio Sulpicio Camerino, fu uno dei primi consoli romani.
Tito Livio ne descrive il consolato con una sola riga:
(Tito Livio, Ab Urbe condita libri, II, 19, Newton Compton, Roma, trad.: G.D. Mazzocato)
Longo morì durante l'anno del suo mandato.